# Осповат, Александр Львович
Александр Львович Осповат (р. 11 апреля 1948, Москва) — советский и российский историк и филолог-русист, член Союза писателей Москвы, сын В. Н. Кутейщиковой и Л. С. Осповата.

## Биография

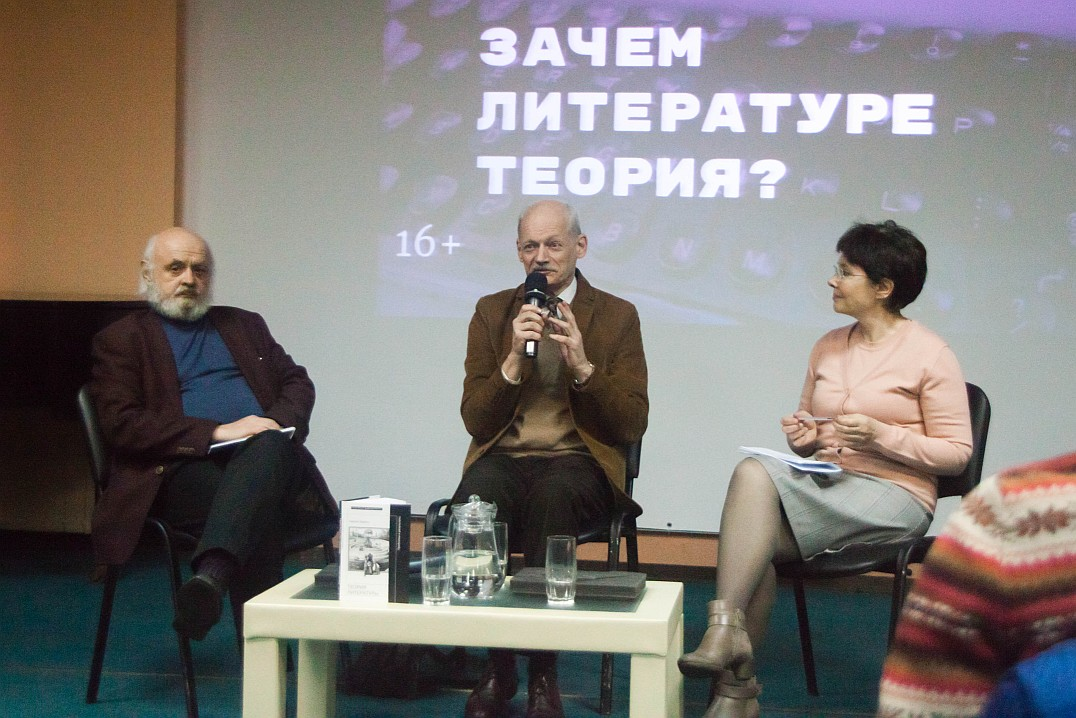
Александр Осповат, Сергей Зенкин и Татьяна Венедиктова на встрече с читателями в Библиотеке им. Н. А. Некрасова

В 1977 году закончил исторический факультет МГУ. Был приглашённым профессором Таллинского (1985), Тартуского (1989), Мичиганского (1991) университетов. Приглашённый профессор в университетах России (Москва, Петербург, Новосибирск), США (Стэнфорд, Мэдисон), Великобритании (Оксфорд), Германии (Регенсбург), Италии (Рим, Милан, Павия), Израиля (Иерусалим), Швеции (Стокгольм), Финляндии (Хельсинки), Эстонии (Тарту). С 1991 по 2011 годы был профессором русской литературы по департаменту славянских языков и литератур Калифорнийского университета в Лос-Анджелесе. В настоящее время является руководителем направления Филология факультета филологии НИУ Высшая школа экономики.
Сын — филолог-русист Кирилл Осповат.

## Научная деятельность
Издатель и комментатор сочинений А. П. Сумарокова, П. Козловского (в соавторстве с В. Мильчиной), де Кюстина (в соавторстве с В. Мильчиной), В. А. Соллогуба, С. Т. Аксакова, А. Тургенева, А. Бестужева-Марлинского, В. Г. Белинского, А. Григорьева, Ф. Тютчева, Ф. М. Достоевского, А. Н. Островского, И. Панаева, А. В. Дружинина и многих других.
Ему принадлежат более 150 работ по истории русской культуры, ряд которых опубликован на английском, французском, немецком и других языках. Автор многих статей в словаре «Русские писатели 1800—1917», деятельный участник Тыняновских чтений, Лотмановских чтений, Гаспаровских чтений. Член редколлегии Нового литературного обозрения.

## Монографии
- «Как слово наше отзовется»… : О первом сборнике Ф. И. Тютчева. М.: Книга, 1980
- «Печальну повесть сохранить…». Об авторе и читателях «Медного всадника». М.: Книга, 1985 (в соавторстве с Р. Тименчиком).